# Émile Bouchet
Pour les articles homonymes, voir Bouchet.
Émile Bouchet, né Paul Émile Bouchet, le 28 décembre 1840 à Embrun et mort le 1er juillet 1918 (le Vesinet)[réf. nécessaire], est un homme politique français.

## Biographie

### Jeunesse et études
Son père est avocat à Embrun et adjoint au maire.  
Bouchet effectue des études de droit à Paris, puis s'inscrit au barreau d'Embrun.  

### Parcours politique
Conseiller d'arrondissement des Hautes-Alpes à la chute de l'Empire, il participe aux premiers soubresauts de la commune de Marseille dès le 8 novembre 1870.  
Il est nommé substitut du procureur de la République le 4 septembre et abandonne ses fonctions lors de l'insurrection de mars. Lié à Gaston Crémieux et à Maurice Rouvier, il est compromis avec le pouvoir insurrectionnel. Emprisonné pendant trois mois, il est acquitté mais interdit de barreau. 
Élu du 7 janvier 1872 au 1er janvier 1884 dans les Bouches-du-Rhône sur les listes de l'Union républicaine puis de la gauche radicale, 
Il siège d'abord à l'union républicaine (extrême gauche), et vote avec son groupe contre le gouvernement du 24 mai et contre la démission de Thiers.
En 1877, signataire du manifeste des 363 lors de la crise du 16 mai, il est parmi les députés radicaux qui suivent Léon Gambetta ; il vote néanmoins l'amnistie plénière et la séparation de l'Église et de l'État chaque fois qu'elles sont mises au vote.
En 1879, il fonde à Marseille un cabinet d'avocats avec le futur député de la Cochinchine Jules Blancsubé (union républicaine) et le futur député de l'Algérie Eugène Étienne (opportuniste).
Représentant des Annamites, il est poursuivi comme administrateur de la compagnie d'assurance maritime le Zodiaque (constituée le 19 février 1879) et condamné, le 10 décembre 1884, à huit mois de prison. D'autres condamnations sont prononcées avec la sienne, notamment celle du  député varois Marius Poulet pour des délits qualifiés aujourd'hui d'abus de biens sociaux. Bouchet obtient une réduction de sa peine de quatre mois mais quitte la France presque aussitôt pour le Tonkin (selon le nom de l'époque). Il est un des premiers avocats à s'installer à Hanoï. Son co-inculpé, Marius Poulet, est enfermé dans un asile d'aliénés à Marseille en 1890 et meurt en 1892 à Saint-Anne. Bouchet rentre dans l'anonymat.

## Vie privée
Il n'est pas le grand-père de Jack Lang dont la mère est la famille d'un autre Émile Bouchet.

## Sources
- A. Robert et G. Cougny, Dictionnaire des parlementaires français de 1789 à 1889 sur le site de l'Assemblée nationale.
- Ressources relatives à la vie publique :   - Maitron
  - Base Sycomore
- Page Marie, Jules Blanscublé sur le site de l'Assemblée nationale.
- L'Impérial, décembre 1884, journal lyonnais [lire en ligne].